# ジョン・シンジョン (第12代ブレッツォのシンジョン男爵)
第12代ブレッツォのシンジョン男爵ジョン・シンジョン（英語: John St John, 12th Baron St John of Bletso、1725年11月15日 – 1767年4月20日）は、イングランド貴族。

## 生涯
第11代ブレッツォのシンジョン男爵ジョン・シンジョンと妻エリザベス（Elizabeth）、旧姓クロウリー（Crowley、1702年12月24日洗礼 – 1769年10月24日、アンブローズ・クロウリーの娘）の息子として、1725年11月15日に生まれ、12月27日に洗礼を受けた。1744年から1745年までウィンチェスター・カレッジで教育を受けた後、1745年11月8日にオックスフォード大学ニュー・カレッジに入学した。
1755年12月13日、スザンヌ・ルイーズ・シモンド（Susanne Louise Simond、1725年ごろ – 1805年10月17日 バース、ピーター・シモンドの娘）と結婚、4男2女をもうけた。
- ジョン・ピーター（1756年11月11日 – 1760年10月21日） - 早世[1]
- ヘンリー・ビーチャム（1758年8月2日 – 1805年12月18日） - 第13代ブレッツォのシンジョン男爵[1]
- セント・アンドルー（1759年8月22日 – 1817年10月15日） - 第14代ブレッツォのシンジョン男爵[1]
- マティルダ（1820年没） - 1780年、ヴィリアーズ＝W・ヴィリアーズ（Villiers-W. Villiers）と結婚[4]
- シャーロット（1803年7月24日没） - 1787年3月31日、ジョセフ・イェーツ（Joseph Yates、1820年没）と結婚[4]
- ジョージ（1764年10月19日 – 1802年） - 陸軍大佐[4]。1795年5月10日、ラヴィニア・ブレトン＝ウォルステンホーム（Lavinia Breton-Wolstenholme、1802年没、ウィリアム・ブレトン＝ウォルステンホームの娘）と結婚、子供あり[4]。1802年に妻とともに溺死[4]

1757年6月24日に父が死去すると、ブレッツォのシンジョン男爵位を継承した。
ロイヤル・ソサエティー・オブ・アーツ・フェローに選出された。
1767年4月20日にニースで死去、ブレッツォで埋葬された。長男が早世したため、次男ヘンリー・ビーチャムが爵位を継承した。